# Дубочица (област)
Подручје Дубочице (Глубочице) насељавало је илирско племе, Дардани, о чему је писао још Херодот у V веку п. н. е. У II веку н. е, освојивши ове крајеве, Римљани су наишли на насеље на левој обали Ветернице и на брду Хисар подигли утврђење.

## Етимологија
Топоним Дубочица у свом корену садржи старословенску реч дуб, што значи „дрво“ или прецизније „храст“.. Појам дуб такође значи и „рупа“ или „јама“. Као синоним речи дуб у старословенском језику јавља се реч глб, па отуда у изворима наилазимо на два назива средњовековне жупе, Дубочица и Глбочица (Глубочица). Питање одређивања географског положаја жупе Дубочице дуго је било предмет проучавања у домаћој историографији. Средњовековна жупа Дубочица обухватала је долину река Ветернице и Јабланице, левих притока Јужне Мораве, а вероватно и данашње Лесковачко поље.

## Историја
Први пут се под називом Глубочица (подручје слива реке Јабланице) – Дубочица, среће у периоду владавине Стефана Немање. Стефан Немања је ово подручје добио од византијског цара Манојла Комнина, 1163. На тромеђи, између Византије, Бугарског царства и Рашке, ово подручје је било насељено Србима. И поред пораза српске војске, од Византије у бици на Морави 1190, ово подручје је све до 1454. године било у саставу Србије. Након пораза војводе Николе Скобаљића 1454. године од стране Турака, па све до 1877, ово подручје је под влашћу Османлија.
Током Првог светског рата у овом подручју су вођене борбе у бици на Морави 1915.
У путописима, археолога Феликса Каница, постоје подаци о граду Дибочици који се се налазио на ушћу реке Лапаштице у реку Медвеђу (Јабланицу).
Данас је Дубочица синоним за Лесковац и околину, централни део Јабланичког округа. Многобројни су примери употребе овог назива у имену улица, општина, спортских клубова.

## Народно предање
Постоји предање да је ова територија добила име по мочварном терену између Лесковца и села Стројковца који је био карактеристичан по дубоком блату или глибу па отуда и име Глибочица, а касније, због придева дубок усталило се име Дубочица.